# Hochtörl
Das Hochtörl ist ein 1919 m ü. A. hoher Berggipfel im Nordwesten des Tennengebirges in Salzburg. Trotz der vergleichsweise geringen Höhe gilt das Hochtörl als anspruchsvoll, einerseits wegen der steilen Flanken und andererseits wegen seiner exponierten Lage.
Im Alpenvereinsführer von Albert Precht scheint das Hochtörl nicht auf.